# Дятел (фильм)
«Дятел» (пол. Dzięcioł) — польский художественный фильм, комедия 1970 года.

## Сюжет
Стефан Вальдек работает в универсаме, где рекламирует товары и в качестве охранника внимательно наблюдает за покупателями. Он нередко видит привлекательных женщин, которые возбуждают его воображение. Хорошо, что его жена уезжает - появилась надежда, что что-то произойдёт. Тем более, что женщин вокруг много, а в доме напротив без перерыва длится безумная оргия, и Стефан ежедневно, когда чистит зубы, видит это через окно.

## В ролях
- Веслав Голас — Стефан Вальдек,
- Алина Яновская — Миська, жена Стефана
- Эдвард Дзевоньский — Ратайчак, коллега Стефана
- Иоанна Ендрыка — Ирена, коллега Стефана
- Виолетта Виллас — Барбара Тыльская, жена адвоката
- Здзислав Мрожевский — Тыльский, адвокат
- Калина Ендрусик — девушка на вечеринке
- Адам Павликовский — вор в универсаме и на вечеринке (озвучивание: Густав Холубек)
- Казимеж Рудзкий — врач в универсаме
- Рышард Петруский — директор универсама
- Кристина Фельдман — секретарша директора универсама
- Роман Мосёр — Павел Вальдек, сын Стефана
- Владислав Ханьча — майор, тесть Стефана
- Барбара Людвижанка — тёща Стефана
- Ядвига Душак — Малгося (озвучивание: Станислава Целиньская)
- Ирена Квятковская — санитарка
- Митчелл Ковалл — Эдек Здзебко (озвучивание: Францишек Печка)
- Ванда Станиславская-Лёте — соседка
- Ирена Лясковская — соседка
- Барбара Бурская — девушка из Ополе
- Эва Кшижевская — варшавянка
- Мариан Коциняк — репортёр из телевидения
- Тадеуш Плюциньский — тренер Миськи
- Пётр Фрончевский –преподаватель техникума